# Ambasada Portugalii w Polsce

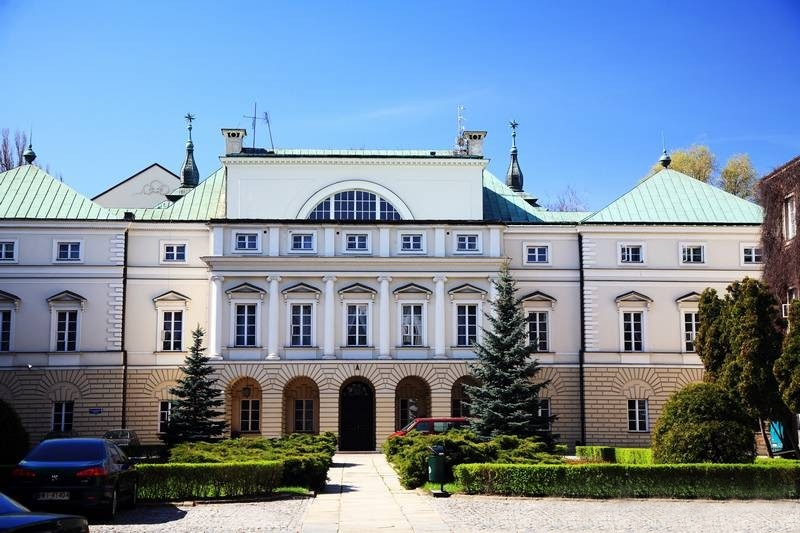
Dawna siedziba konsulatu Portugalii w pałacu Paca przy ul. Miodowej (1892–1902)

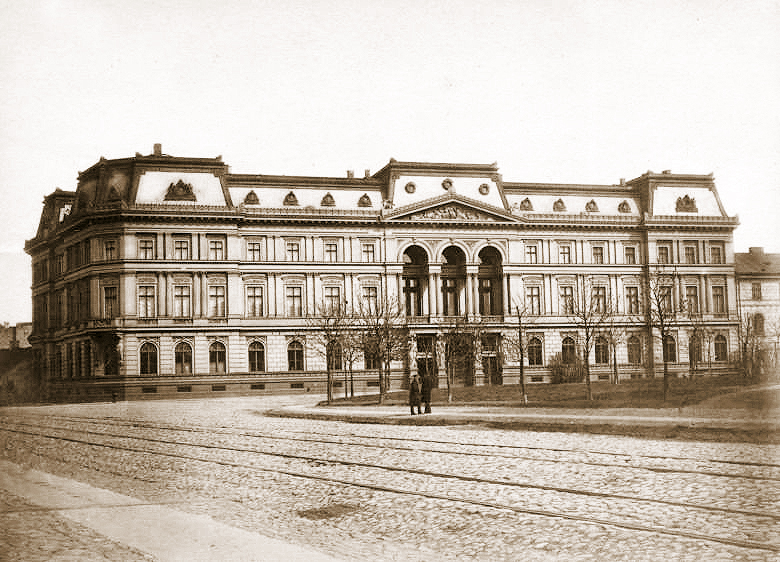
Dawna siedziba poselstwa Portugalii w pałacu Kronenberga na pl. Małachowskiego (1938)

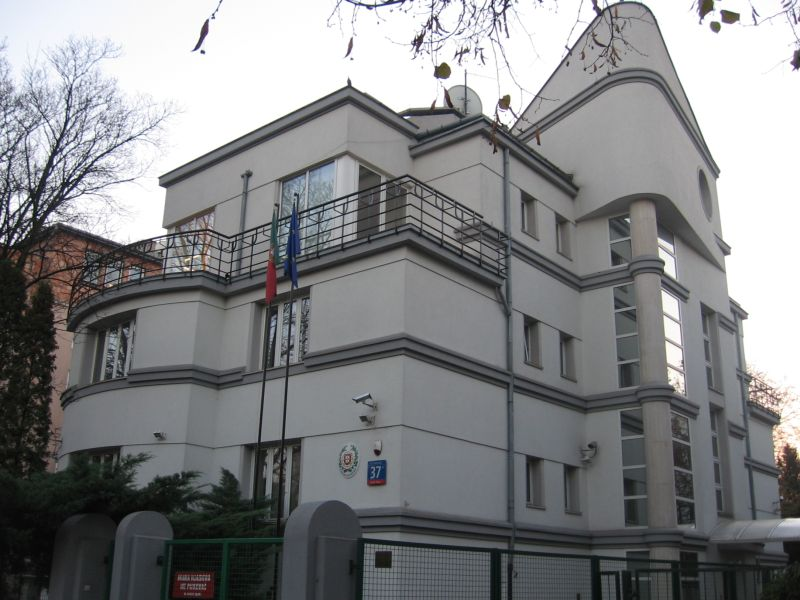
Dawna siedziba Ambasady Portugalii przy ul. Francuskiej (2003–2011)

Ambasada Portugalii w Polsce, Ambasada Republiki Portugalskiej (port. Embaixada de Portugal na Polónia) – portugalska placówka dyplomatyczna znajdująca się w Warszawie przy ul. Ateńskiej 37.

## Podział organizacyjny
W skład przedstawicielstwa wchodzą:
- Sekcja Konsularna (port. Secção Consular)
- Biuro Radcy Handlowego i Turystyki – przedstawicielstwo portugalskiej agencji promocji inwestycji i handlu zagranicznego AICEP-Portugal Global (port. Comércio e Turismo – Agência para o Investimento e Comércio Externo de Portugal AICEP-Portugal Global)
- Instytut Camõesa (port. Instituto Camões)[2]

## Siedziba

### Przed I wojną światową
W okresie porozbiorowym Portugalia utrzymywała konsulaty:
- w Gdańsku: z siedzibą przy Lastadie 35b, obecnie ul. Lastadia (1897–1900), Milchkannengasse 32, ul. Stągiewna (1902–1909), Langen Markt 19, Długi Targ (1910–1915)
- Warszawie: w pałacu Paca przy ul. Miodowej 15 (1892–1902), ul. Włodzimierskiej 8 (1900–1908), ul. Świętokrzyskiej 28 (1909–1913), budynek obecnie nie istnieje, w międzyczasie podniesiony do rangi konsulatu generalnego.

### Okres międzywojenny
Po odrodzeniu Rzeczypospolitej Portugalia uznała Polskę de iure 21 czerwca 1919, a jej przedstawicielstwo funkcjonowało dalej w tym samym budynku, co konsulat w minionym okresie. Podniesione do rangi poselstwa mieściło się przy ul. Świętokrzyskiej 28 (1919–1924), następnie przy ul. Senatorskiej 37 (1924–1927), ul. Nowosenatorskiej 2 (1928), ob. ul. Moliera, ul. Foksal 14 (1930–1937), w pałacu Kronenberga na pl. Małachowskiego 4 (1938), obecnie nie istnieje i w kamienicy w al. Róż 1 (1939). Portugalia utrzymywała do 1945 ambasadora przy rządzie RP na uchodźstwie. 
Portugalia utrzymywała też konsulaty:
- w Gdańsku: przy Dominikswall 12, Wały Jagiellońskie (1925–1931), w firmie Leo Neumann & Herz AG, Textilwaren-Grosshandlung, Elisabethwall 9, Wały Jagiellońskie (1930), Poggenpfuhl 57, ul. Żabi Kruk (1933–1938, Am Johannisberg 6 (ul. Sobótki) (1939–1940),
- Warszawie: przy ul. Foksal 14 (1928).

### Po II wojnie światowej
Portugalia nie uznała wyłonionego w konsekwencji porozumień jałtańskich Tymczasowego Rządu Jedności Narodowej w Polsce, podtrzymując stosunki dyplomatyczne z rządem RP na uchodźstwie, reprezentowanym przez swoich przedstawicieli w Lizbonie. W 1967 zainicjowano kontakty gospodarcze między Polską Rzeczpospolitą Ludową a Republiką Portugalską, zaś w 1974 doszło do ustanowienia stosunków dyplomatycznych. Ambasada Portugalii mieściła się w hotelu Forum przy ul. Nowogrodzkiej 24–26 (1975), przy ul. Dąbrowieckiej 19 (1978–1996), ul. Zwycięzców 12 (1996–2003), ul. Francuskiej 37 (2003–2011); od 1 września 2011 jej siedzibą jest budynek przy ul. Ateńskiej 37.
W minionych latach Wydział Handlowy – przedstawicielstwo ICEP – znajdował się przy ul. Świętokrzyskiej 30 (1990–1996), ul. Koźmińskiej 10 (2001) oraz przy ul. Francuskiej 37 (do 2011).

## Przedstawiciele dyplomatyczni Portugalii w Polsce[5]

### Posłowie
- Vasco de Quevedo (1923–1930)
- Thomás Ribeiro de Mello (1930–1933)
- César de Sousa Mendes (1933–1939)
- António de Faria (1945)

### Ambasadorowie
- António Augusto Coelho (1975–1977)
- António Pinto de Mesquita (1977–1979)
- Manuel Sa Nogueira (1979–1984)
- Luis Nuno da Veiga de Meneses Cordeiro (1984–1989)
- Rui Fernando de Meira Ferreira (1989–1995)
- Manuel António Pacecho Jorge Barreiros (1995–1998)
- Luis Miguel Leonardo da Silva (1998–1999; chargé d’affaires ad interim)
- Álvaro Gil Gonçalves Pereira (1999–2003)
- Maria Margarida Araújo de Figueiredo (2003–2006)
- José Duarte Sequeira e Serpa (2006–2013)
- Maria Amélia Maio de Paiva (2013–)
- Luís Manuel Ribeiro Cabaço (2019–)